# 이슬람 종교경찰

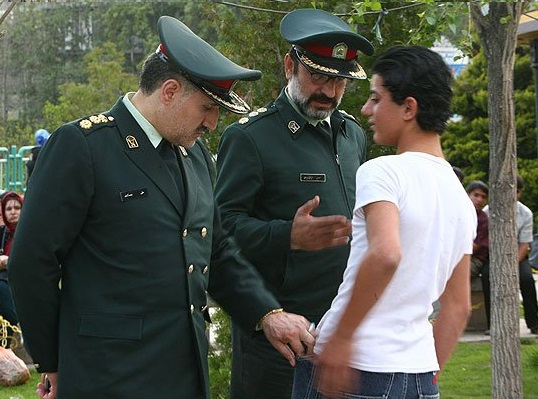

이슬람 종교경찰( - 宗敎警察, 영어: Islamic religious police, morality police, sharia police)은 샤리아 해석을 기반으로 국가 또는 지역 당국을 대신해 종교 의례와 공중 도덕을 집행하는 공식 이슬람 단속 경찰 기관이다. 현대 이슬람 종교경찰은 1970년대 중반에 처음으로 생겨났다. 이전에는 대부분의 이슬람 국가에서 공중도덕 관리가 사회종교 문제로 간주돼 민법의 적용이나 보다 비공식적인 수단으로 시행되었다.
이슬람 종교경찰의 권한과 책임은 국가마다 다르지만, 기존 경찰력이 강도·살인 등 범죄에 법을 집행하는 것과 다르게 이슬람 종교경찰은 음주, 남성과 여성의 교착, 음악 연주 및 공개 애정 표현, 발렌타인데이 또는 크리스마스 선물과 같은 서양 관습, 여성(때로는 남성도 포함)이 이슬람 복장 규정을 준수하도록 하고, 무슬림이 살라트 기도 참석을 건너뛰지 않도록 하는 것 등 문제에 중점을 두고 있다. 이슬람 종교 경찰은 대부분 대체로 소환장과 경고를 주는 경찰로 묘사되지만, 대부분의 국가에서는 사람들을 구금하는 권한을 포함하여 정규 경찰관과 유사한 권한을 지니고 있다.
이 관행은 일반적으로 선을 권하고 악을 금하라는 꾸란의 명령에 기초한 히스바 교리에 근거해 정당화되며, 도덕 청렴을 촉진하고 다른 무슬림이 잘못 행동할 때 개입해야 하는 무슬림의 의무와 관련이 있다. 근세 이슬람에서는 사기, 공공질서 교란, 공공도덕 위반을 방지하는 책임을 졌던 무타십 (시장 조사관)이라는 공무원에게 법 집행을 위임하였다. 공중 도덕의 이 마지막 부분은 초기 및 중세 이슬람에서는 누락되었으나, 훗날 종교 준수를 시행하는 데 중점을 둔 자원 세력의 지원을 바탕으로 위원회가 설립되었다. 이와 유사한 기관이 나중에 여러 다른 국가 및 지역에도 생겨났다.
이슬람 종교경찰 조직은 국내외에서 논란이 되고 있다. 이러한 기관은 보수 성향 여론의 지지를 받는 경향이 있지만, 다른 성향을 표방하는 여론, 특히 자유주의자, 도시 여성, 젊은 사람들은 대체로 이들의 활동에 반감이 있다. 2016년, 사우디 통치자들의 주도로 이루어진 개혁은 사우디 종교 경찰의 권한을 급격히 축소했다. 하산 로하니 전 이란 대통령이 이란의 종교경찰을 비판했지만, 대통령은 이란 헌법에 따라 이를 통제할 권한이 없다. 나이지리아 카노주에서는 종교경찰이 시민경찰과 갈등을 빚고 있다. 종교 경찰의 권한 남용으로 벌어진 여러 사건의 여파로 종교 경찰은 대중의 비난을 받고 있다.

## 역사
쿠란에서 선을 권하고 악을 금하라는 명령과 관련된 히스바의 고전 교리는 도덕 청렴을 장려하고, 다른 이슬람교도가 잘못 행동할 때 개입해야 한다는 이슬람교도의 의무를 뜻한다. 역사에서 이를 근거로 한 법 집행은 사기, 공공질서 교란 및 공중도덕 위반을 방지하는 책임을 졌던 무타십 (시장 조사관)이라는 공무원에게 위임되었다. 이 직위는 근대에는 아라비아를 포함한 이슬람 세계의 모든 곳에서 사라졌지만, 제1사우디국에서 부활되었고, 와하비 교리의 중요성에 따라 제2사우디 왕국에서 그 역할을 계속했다. 제3사우디 왕국에서 이븐 사우드의 가장 열렬한 추종자들이 무타십으로 임명되었으나, 그들의 가혹함은 지역 주민, 외국 순례자들과 갈등을 유발했다. 이를 향한 대응으로 1932년 리야드와 메카에 위원회를 설치하여 그들의 권한 남용을 살폈다. 1976년에 위원회는 왕실의 직접 지휘 하에 활동하는 장관급의 관리 아래 통합되었다. 미덕 증진, 악행 방지를 담당하는 통합 위원회는 엄격한 히잡 착용, 매일 기도 참석, 공공 장소에서 성별 분리를 시행하는 자원 세력의 도움을 받았다.  와하비즘의 국제 영향력이 높아짐에 따라 히스바 (hisba)가 종교 의례를 살펴야 하는 개인의 의무라는 개념이 더욱 널리 확산되었다. 이는 동료 무슬림들에게 이슬람 의식, 복장 규정, 샤리아의 다른 측면을 준수할 것을 촉구하는 전 세계 활동가들의 출현으로 이어졌으며, 런던 (2013년 ~ 2014년)과 독일 부퍼탈 (2014년)에서는 범죄로 이어진 자경단 사건이 발생하였다.
이란에서는 히스바가 1979년 혁명 이후 헌법에 "보편, 상호 의무"라고 명시되어 있으며, 정부와 국민 모두에게 의무가 있다. 이는 공식 위원회와 자원 세력의 주도로 시행되었다. 다른 곳에서는 나이지리아 카노 주의 카노주 히스바 군단, 인도네시아 아체 지방의 폴리시 페르다 샤리아 이슬람, 가자 지구의 미덕 전파, 악덕 방지 위원회, 1996년부터 2001년까지 아프가니스탄을 통치한 탈레반을 비롯한 여러 집단이 샤리아에 기반한 공중도덕을 다양하게 해석하려는 움직임을 단속해왔다.

## 국가별 종교 경찰
- 이란 지도 순찰대

## 같이 보기
- 샤리아 법 금지
- 이슬람 비판
- 이슬람화
- 여성혐오
- 샤리아